# Ommoordse Mixed Hockeyclub
De Ommoordse Mixed Hockeyclub (OMHC) is een hockeyclub uit de Rotterdamse wijk Nesselande. Er bestaan meerdere OMHC's vandaar de dat de verkorte naam ook wel "Ommoord" luidt.
De club werd op 11 december 1973 opgericht in het Lage Bergse Bos. De vereniging is vernoemd naar de gelijknamige wijk Ommoord die toen net gebouwd werd. Elf jaar later verhuisde de club naar het Wollefoppenpark, vlak naast DZB Zevenkamp (later XerxesDZB). OMHC verhuisde in 2010 naar Nesselande, zodat het Sportpark Faas Wilkes een metamorfose kon ondergaan.
Het eerste herenteam komt uit in de eerste klasse. Het eerste damesteam in de derde klasse. De club is door de verhuizing naar het nieuwe complex meer dan verdubbeld en heeft (juni 2016) meer dan 1000 leden. In oktober 2014 was het de op 3 na grootste hockeyclub van Rotterdam (na: Rotterdam, Leonidas en Victoria).